# Quixeramobim
Quixeramobim es un Municipio brasileño en el estado de Ceará. 

## Población
Es la segunda ciudad más poblada del sertón central con 81.778 habitantes en 2020, y la más rica. Ocupa el 13º lugar en el ranking de las ciudades más pobladas de Ceará.